# Albrecht I. Tyrolsko-Gorický

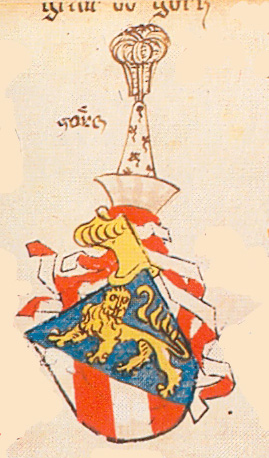

Albrecht I. Tyrolsko-Gorický (1240? – 1. dubna 1304 Lienz) byl hrabě gorický (1258–1304) a tyrolský (1258–1271).

## Život
Byl synem goricko-tyrolského hraběte Menharda I. a Adély, dcery tyrolského hraběte Albrechta. Po porážce svého otce korutanským vévodou strávil řadu let jako rukojmí u salcburského arcibiskupa, na svobodu se dostal roku 1262. Roku 1266 se oženil s Eufémii, dcerou hlohovského knížete Konráda, příbuznou českého krále.
V červenci 1267 přepadl sídlo svého věčného rivala aquilejského patriarchy Řehoře z Montelonga a samotného patriarchu odvedl do zajetí. Po intervenci Přemysla II. Otakara byl tento zanedlouho propuštěn. 4. prosince 1268 se Albrecht stal jedním ze svědků na tzv. Poděbradské smlouvě, v níž se Přemysl Otakar II. stal dědicem korutanského vévody Oldřicha.
Roku 1271 se s bratrem Menhardem dohodl o dělbě majetku a stal se pánem gorického hrabství, Tyroly připadly Menhardovi spolu s platbou 300 hřiven ročně. Od roku 1274 se vztahy s českým králem začaly měnit, bratři se přidali na stranu Rudolfa Habsburského. Roku 1276 vpadli do Přemyslova Kraňska a v srpnu 1278 se Albrecht zúčastnil na straně Habsburka bitvy na Moravském poli.